# 瓦尤人
瓦尤人（西班牙语：pueblo wayúu）是居住在哥伦比亚与委内瑞拉两国北部的瓜希拉半岛的美洲印第安土著游牧民族。又称为瓜希罗人或瓦希罗人，瓦尤系其自称，意为“人”。

## 地理位置
瓦尤人生活在瓜希拉半岛，位于哥伦比亚和委内瑞拉北部交界处，北临加勒比海。瓜希拉半岛气候干旱，终年少雨，只有在九月到十二月之间有少许降雨。哥伦比亚的兰切利亚河（río Ranchería）与委内瑞拉的利蒙河（río Limón）是该地区的两条主要河流。

## 历史
瓦尤人是阿拉瓦克人的一支。自从16世纪起，西班牙人曾多次进攻瓦尤人，但是都遭到瓦尤人的顽强抵抗。与哥伦比亚地区的其他印第安民族不同，瓦尤人学会了枪支的使用和驯养马匹，因此能够在与西班牙人的战争中掌握一定的主动权。另外瓜希拉干旱和恶劣的环境也使西班牙人望而却步，因此瓦尤人从未被西班牙人彻底征服。

## 语言
瓦尤人的语言称瓦尤纳基语，属阿拉瓦克语族。根据居住位置的不同，可进一步分为北部、中部、南部方言。瓦尤纳基语属于黏着语，其发音包括6个元音和16个辅音。